# اوریکا (ونزوئلا)
اوریکا (انگلیسی: Urica) نام شهری در (کشور) ونزوئلا است.